# 陳逸寧
陳逸寧（英語：Isabel Chan Yat Ling，1979年11月24日—），香港女演員、保險從業員。

## 概要
陳逸寧於1979年出生於馬來西亞怡保，兩歲隨父母定居香港，中學就讀嘉諾撒書院與天主教普照中學，畢業於香港樹仁大學輔導及心理學系。
1999年在大學畢業前受星探發掘，拍攝香港電台電視劇《Y2K前的暑假》正式出道，其後加入中國星成為旗下藝人。陳以電影處女作《辣椒教室》開始，再憑《蝴蝶》開始打開知名度，隨後也參演了許多部主要角色的戲碼，直至2007年演畢《破事兒》後正式全職任保險代理人，轉為以半職狀態演出，但仍無損其知名度，2012年更憑長年合作導演彭浩翔執導的《春嬌與志明》再度爆紅。近期演出有《二次人生》飾演Isabel一角，以及《一人婚禮》飾演張秀雯一角。
陳逸寧於2013年與保險業同事結婚，同年5月18日誕下一兒。

## 電影

### 1999年
- 《辣椒教室》
- 《星願》飾 Joe Chan（客串）
- 《真心話》（客串）

### 2000年
- 《自從他來了》
- 《小親親》飾 電視台小花（客串）

### 2001年
- 《幽靈情書》飾 Fanny（第二女主角）

### 2003年
- 《我的婆婆黃飛鴻》
- 《奇逢敵手》
- 《黑白森林》飾 Katie中槍同學（客串）

### 2004年
- 《這個阿爸真爆炸》（客串）
- 《性感都市》飾 Monica（客串）
- 《天作之盒》飾 年青男女（客串）
- 《蝴蝶》飾 （第三女主角）

### 2005年
- 《妃子笑》
- 《借兵》 飾 女保鏢Lisa（女配角）
- 《龍咁威2之皇母娘娘呢?》（客串）

### 2006年
- 《最愛女人購物狂》飾 芳芳伴娘（客串）

### 2007年
- 《破事兒-做節》 飾 陳惠英 （單元第一女主角）

### 2010年
- 《志明與春嬌》飾 Isabel

### 2012年
- 《春嬌與志明》飾 Isabel（第三女主角）[2]

### 2015年
- 《王家欣》
- 《12金鴨》

### 2017年
- 《春嬌救志明》飾 Isabel

### 2018年
- 《毛俠》

### 2019年
- 《恭喜八婆》飾 陳逸寧

### 2021年
- 《二次人生》

### 2023年
- 《1人婚禮》 飾 張秀雯

## 短片
- 2008年：《Mr. Right》（2008香港亞洲電影節）
- 2009年：《生日》（2009香港獨立電影節）
- 2009年：《玩玩愛》（City U Graduation Piece （页面存档备份，存于））
- 2014年：《新耆百貨》
- 2014年：《結．相．緣》
- 2019年：《我的孤兒》（第十三屆鮮浪潮國際短片節）

## 電視劇
- 1999年：香港電台《Y2K前的暑假》飾 Isabel
- 2002年：香港電台《幾許風雨2002 - 再見驕陽》
- 2003年：香港電台《非常平等任務 - 緣來自平等》
- 2005年：香港電台《十封信2005 - 給啤酒樽的信》
- 2006年：香港電台《鐵窗邊緣 - 光之路》
- 2009年：香港電台《海關故事》
- 2009年：香港電台《論盡一家人 - 海嘯佳期》
- 2010年：香港電台《反斗英語 - 搵樓專家》
- 2010年：香港電台《潮爆香港 - 家庭篇》
- 2014年：香港電台《總有出頭天》
- 2014年：香港電台《燃眉時刻 - 遺棄》
- 2014年：香港電台《性本善2014 - 生唔生真係咁簡單？》
- 2014年：香港電視《選戰》飾 紀文慧
- 2015年：香港電台《傘開以後系列 之 困》飾 「左膠」姐姐
- 2016年：香港電台《獅子山下2016 - 懸浮粒子》 飾 Christy
- 2017年：香港電台《申訴2 - 一命都不能少》（第七集）
- 2017年：香港電台 《彩虹交匯處 - Miss Phoebe》飾 林太
- 2017年：香港電台《獅子山下2017 - 斷線》
- 2018年：ViuTV 《VR驅魔人》飾 孝哥妻子
- 2018年：香港電台《我的家庭醫生3 - 零雞蛋》飾 Dr. Ng
- 2023年：ViuTV 《那年盛夏我們綻放如花》飾 Isabella

## 歌曲
派台歌曲成績
| 派台歌曲成績               | 派台歌曲成績 | 派台歌曲成績 | 派台歌曲成績 | 派台歌曲成績 | 派台歌曲成績 | 派台歌曲成績                                                                      |
| -------------------------- | ------------ | ------------ | ------------ | ------------ | ------------ | --------------------------------------------------------------------------------- |
| 唱片                       | 歌曲         | 903          | RTHK         | 997          | TVB          | 備註                                                                              |
| 2017年                     |              |              |              |              |              |                                                                                   |
| 《春嬌救志明》電影原聲大碟 | 傳說         | -            | -            | -            | -            | 以MKB48名義派台 翻唱Raidas歌曲 另派「中女喪K版」 電影《春嬌救志明》插曲           |
| 2019年                     |              |              |              |              |              |                                                                                   |
|                            | 恭喜八婆     | -            | -            | -            | -            | 與梁詠琪、谷祖琳、林兆霞、徐天佑、陳奐仁、陳靜、丁可欣、曾國祥、豪Dee、雞Wing合唱 |

| 各台冠軍歌總數 | 各台冠軍歌總數 | 各台冠軍歌總數 | 各台冠軍歌總數 | 各台冠軍歌總數    |
| -------------- | -------------- | -------------- | -------------- | ----------------- |
| 903            | RTHK           | 997            | TVB            | 備註              |
| 0              | 0              | 0              | 0              | 四台冠軍歌總數：0 |

* 代表上榜中

## 廣告

### 1998年
- 美國棉紡

### 1999年
- SQ II
- 匯豐銀行
- 芝柏婚紗
- Arche Skin Care

### 2000年
- 優の良品
- Promise日本財務
- Pioneer DVD
- Gateway profile 3 slim PC

### 2002年
- 助助身茶

### 2012年
- Curel 護膚品代言人

### 2017年
- 100毛 - 蜂花神

### 2018年
- Coca-Cola
- 榮進製藥 - 美食急救包

### 2025年
- 草姬-與薛家燕合作

## 音樂錄影帶
- 麥家瑜 - 《終生女友》
- 張敬軒 - 《我的天》
- 余文樂 - 《下一次真愛》
- 古巨基 - 《喜歡》
- 陳曉東 - 《要知道你的感覺》

## 主持
- 2005年：《天下一碗》（香港電台）
- 2014年：《緣來好食德 - 黃金作物》（香港電台）
- 2017年：《自在八點半》（香港電台）

## 外部連結
- 陳逸寧的Facebook專頁
- 陳逸寧的新浪微博
- 陳逸寧的Instagram帳戶
- 陳逸寧 林兆霞 《春嬌》剩女大翻身 （页面存档备份，存于）
- 香港電台《傘開以後》 困（5分鐘短片） （页面存档备份，存于）
- 香港電台 《傘開以後》（半小時版） （页面存档备份，存于）
- 陳逸寧在互联网电影资料库（IMDb）上的資料（英文）（英文）
- 在AllMovie上陳逸寧的頁面（英文）
- 陳逸寧在香港影庫上的簡介
- 陳逸寧在豆瓣上的资料（简体中文）
- 陳逸寧在时光网上的簡介（简体中文）